# 衡阳号导弹护卫舰
“衡阳”号导弹护卫舰（舷号568）简称“衡阳”舰，是中国人民解放军海军第四艘054A型导弹护卫舰，可单独或协同海军其他兵力攻击敌水面舰艇、潜艇，具有较强的远程警戒和防空作战能力。也是第四艘以“衡阳”为名的军舰（本名“巢湖”舰，但因为巢湖市撤销而改名）。衡阳舰由沪东造船厂开工建造，于2007年5月23日下水，2008年6月30日入列，现服役于南海舰队驱逐舰第二支队。衡阳舰是解放军海军第一艘连续参加两批护航编队执行护航任务的战斗舰艇，曾创造解放军水面作战舰艇的10多项纪录。

## 命名
此舰最初被命名为“巢湖”舰，其入列命名授旗仪式于2008年6月30日在南海某军港举行。后因安徽省巢湖市于2011年8月22日被撤销地级市行政编制，故于2012年2月28日改名为“衡阳舰”，舰名取自湖南省衡阳市。2012年7月22日，命名仪式在广东省湛江市某军港举行。“巢湖”舰現為903型綜合補給艦的其中一員（舷號890）。

## 历史
2009年12月21日，“巢湖”号导弹护卫舰抵达亚丁湾海域与中国海军第四批护航编队会合，开始执行护航任务。在完成46批600余艘中外船舶的护送任务之后，除巢湖舰外第四批护航编队的其余舰船启程归国。
2010年3月18日，“巢湖”号导弹护卫舰与从海南省三亚市起航的“广州”号导弹驱逐舰、“微山湖”号（舷号887）903A型综合补给舰共同组成中国海军第五批护航编队，任务交接仪式在“马鞍山”号导弹护卫舰上举行。编队先后查证驱离可疑船只85批370艘次，为41批588艘中外商船实施了伴随护航，还应邀出访埃及、意大利、希腊、缅甸等4国，并在新加坡停靠。在历经192个日夜，92495海里航程后，巢湖舰等于2010年9月11日回国。
2012年5月8日，日本防卫省统合幕僚监部发布消息称，由“衡陽号”导弹护卫舰、“广州”号导弹驱逐舰及“武汉”号导弹驱逐舰等5艘舰艇组成的中国海军舰艇编队于5月6日穿越冲绳本岛西南海域向太平洋方向行驶。
2012年11月9日，“衡阳”号导弹护卫舰、“黄山”号导弹护卫舰和“青海湖”号综合补给舰等组成中国海军第十三批护航编队，从湛江港起航，赴亚丁湾、索马里海域执行护航任务。该次护航历时196个日夜，黄山舰等完成37批、166艘次中外船舶的护航任务，查证、驱离海上可疑目标68批、110艘次。完成护航任务后，编队访问了马耳他、阿尔及利亚、摩洛哥、葡萄牙和法国等5国，并于2013年5月23日回到湛江某军港。
2013年5月30日下午，美国海军太平洋舰队司令塞西尔·黑尼上将访问解放军海军南海舰队。次日下午，黑尼上将一行在南海舰队司令员蒋伟烈陪同下，参观了南海舰队“衡阳”号导弹护卫舰、“兰州”号导弹驱逐舰和“长白山”号综合登陆舰。
2022年2月，“衡阳”号导弹护卫舰在南海监视葡月號護衛艦。
2025年2月，衡阳舰与中国海军055型驱逐舰“遵义”号（舷号107）、903A型综合补给舰“微山湖”号（舷号887）组成舰艇编队在澳大利亚悉尼以东330海里处的塔斯曼海举行实弹演习，造成部分民用航空调整飞行路线。